# Sapieha Slot
Sapieha Slot (litauisk: Sapiegų rūmai, også kendt som Sapiega Slot) er et barokslot i Sapiegos gatvė, Antakalnis, Vilnius, Litauen. Det er det eneste bevarede af flere slottet, der tidligere tilhørte Sapiehafamilien i byen. 
Slottet er opført af Litauens øverste hétman (dansk: ~ øverste militære leder) Jan Kazimierz Sapieha den Yngre i barokstil i 1691 – 1697 i stedet for et tidligere træpalæ, der var opført af Lew Sapieha. Slottet blev tegnet af Giovanni Pietro Perti og dekoreret med freskoer af Michelangelo Palloni. Piano nobile (repræsentationsrummene) har oprindelig været dekoreret med Hollandske kakler og mosaik, der viste våbenskjold, kirker, slotte og paladser bygget eller ejet af Sapiehafamilien. Oprindeligt havde slottet arkader i flere etager. De blev senere lukket for at få mere plads inde i bygningen. 
I 1809 blev slottet overtaget af den russiske regering og i 1843 ombygget til militærhospital. En stor del af det rige interiør blev ødelagt i løbet af 1800-tallet. Exteriøret blev restaureret i 1927-1928 og bygningen husede Vilnius Universitets studier af øjensygedomme (oftalmologi) indtil 2. verdenskrig. Efter krigen blev slottet igen brugt som militærhospital og forfaldt. I dag huser komplekset Sapiega Hospital (litauisk: Sapiegos ligoninė). 
På den anden side af gaden findes resterne af 1600-tallets parkanlæg med parterre, damme og alleer. De imponerende barokporte mod Antakalnis gatvė og i den anden ende af parken er begge for nylig blevet restaureret. 

## Galleri
- Paladsets hovedfacade i 1819
- Tegning af slottets facade før ombygningen i 1830
- Sapiegos-paladsets sydside i 2024
- Port til Sapiegos-paladskompleksets park i 2024